# 응양군
응양군(鷹揚軍)은 1017년(현종 8년)~1018년(현종 9년)에 설치되었다. 서반(西班)이라고 하며, 고려시대 양반 지배층의 하나로 문반을 동반이라 한데 비하여 무반을 서반이라 하였다. 중앙군인 2군6위의 정3품 상장군 이하 정9품 교위까지는 품계를 명시하고 있지만 그 이하에 대정은 품계를 명시하지 않고 있다. 그러나 상장군 이하 대정에 이르기까지를 서반으로 보아야 할 것이다. 대정은 무반의 초입사직 또는 권무직으로 동정직체계의 산계를 지니고 있는 무반의 관품이다. 대정은 정9품 위(尉(校尉)) 아래 품외직으로 되어있지만, 전시과(14과 전30결, 시5결)와 녹봉(문종·인종녹제 16석 10두)을 받는 무반의 실직이다. 고려전기(918년~1170)에는 무반에 권무직을 설정하지 않고, 대정이 군인이나 무반동정직체계 산직의 초입사직으로 이용되었다.

## 설립 배경
1014년(현종 5년)에 김훈과 최질이 여러 시위 군사를 선동하여 난을 일으켰고, 그 이듬해에 난을 진압하였다.

### 임무
궁중의 시위의 임무를 맡고 있던 6위를 통제하기 위한 특수부대의 조직이고, 용호군과 더불어 2군에 속한 부대로, 응양군이 언제 설치되었는지는 잘 알지 못하나, 고려사에서 응양군의 칭호가 나오는 1018년(현종 9년) 이전에 설치된 것으로 추정하고 있다.

### 위치
응양군은 용호군보다 우월한 위치에 있었다. 그래서 응양군의 상장군을 반주(班主)라고 불렀다. 그리고 2군 6위에 상장군·대장군으로 구성된 중방회의의 의장을 맡았고, 무반의 대표자 구실을 하였다.

### 규모
응양군은 2군 6위 가운데 규모가 가장 적은 부대로 1영에 1,000명의 군사를 보유하고 있었다.

## 구성 및 서열
| 품계  | 관직           | 정원 |
| ----- | -------------- | ---- |
| 정3품 | 상장군(上將軍) | 1명  |
| 종3품 | 대장군(大將軍) | 1명  |
| 정4품 | 장군(將軍)     | 1명  |
| 종5품 | 중랑장(中郞將) | 2명  |
| 정6품 | 낭장(郞將)     | 2명  |
| 정7품 | 별장(別將)     | 2명  |
| 종8품 | 산원(散員)     | 3명  |
| 정9품 | 위(尉)         | 20명 |
| 종9품 | 대정(隊正)     | 40명 |

## 참고 문헌
- 고려사
- 삼국사기
- 삼국유사
- 연려실기술